# Pseudomacromotettix
Pseudomacromotettix is een geslacht van rechtvleugeligen uit de familie doornsprinkhanen (Tetrigidae). De wetenschappelijke naam van dit geslacht is voor het eerst geldig gepubliceerd in 2012 door Zheng, Li & Lin.

## Soorten
Het geslacht Pseudomacromotettix  is monotypisch en omvat slechts de volgende soort:
- Pseudomacromotettix taiwanensis (Zheng, Li & Lin, 2012)